# Ommata nigricollis
Ommata nigricollis là một loài bọ cánh cứng trong họ Cerambycidae.